# Thủy canh

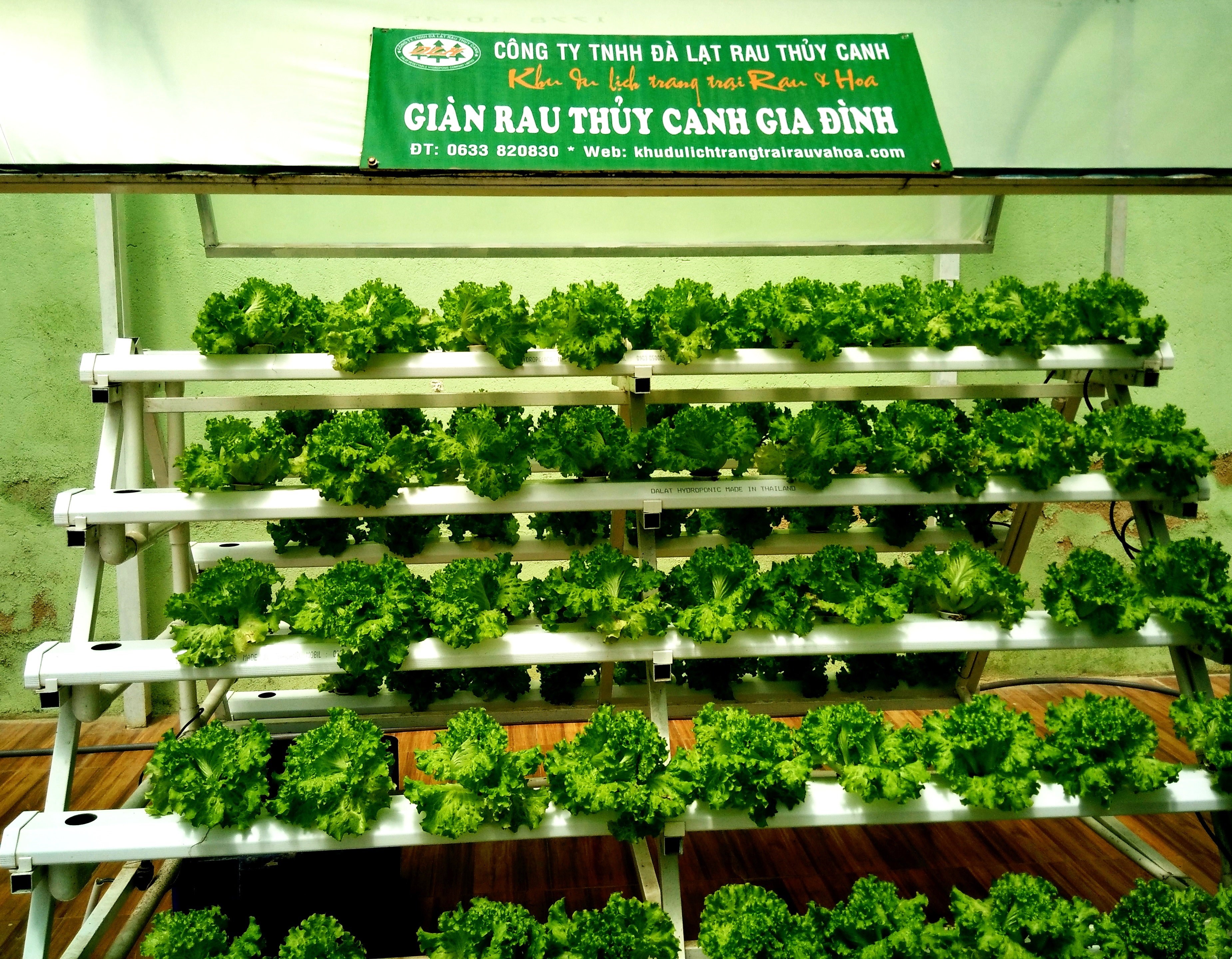
Giàn rau thủy canh ở Đà Lạt năm 2018

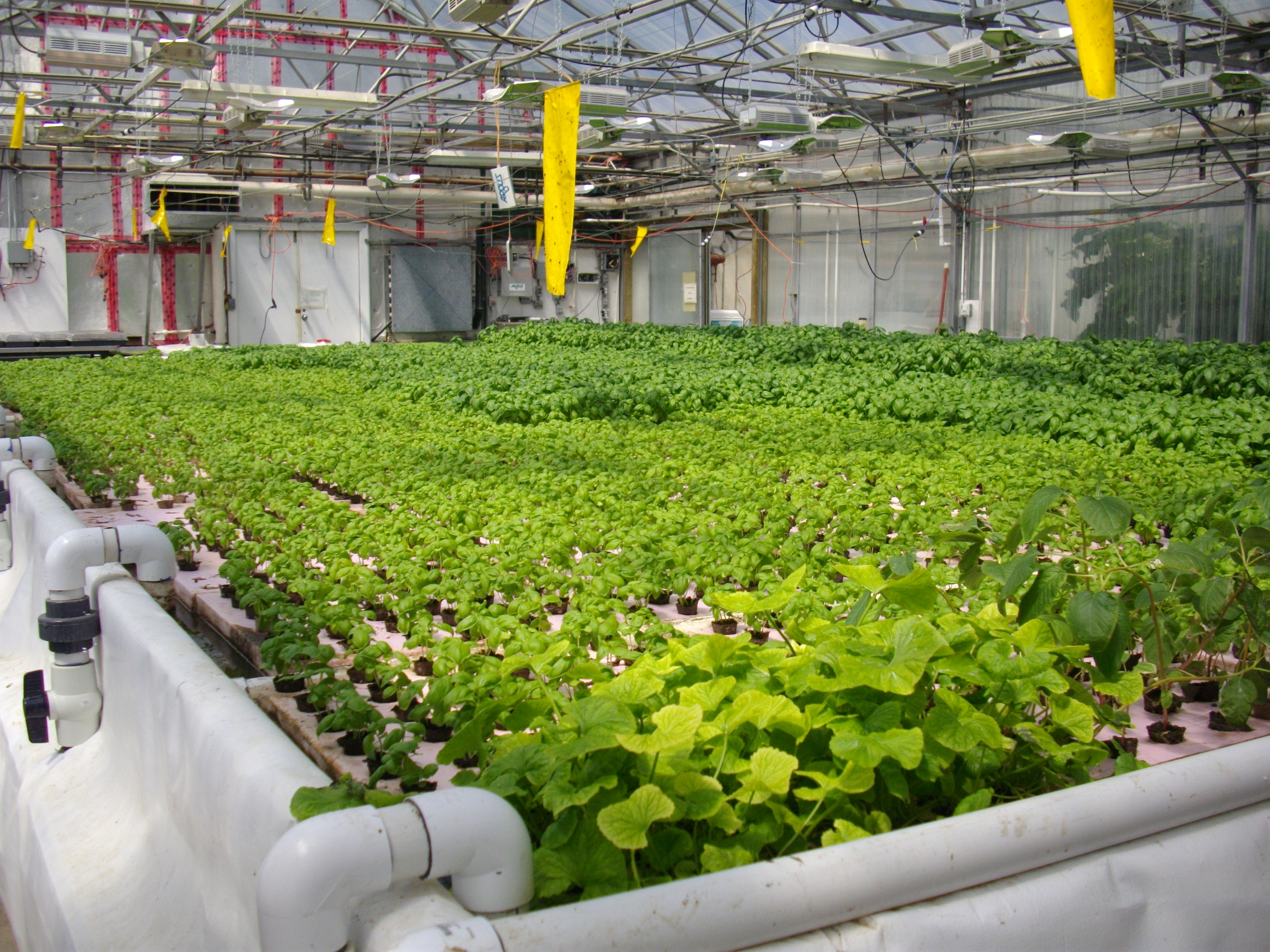
Một vườn cây thủy canh

Trồng cây trong dung dịch (thủy canh) là kỹ thuật trồng cây không dùng đất mà trồng trực tiếp vào môi trường dinh dưỡng hoặc giá thể mà không phải là đất. Các giá thể có thể là cát, trấu, vỏ xơ dừa, than bùn, vermiculite perlite… Thường được định nghĩa như là "trồng cây trong nước" hoặc "trồng cây không cần đất", kỹ thuật thủy canh là một trong những nghề làm vườn hiện đại. Bí quyết của kỹ thuật này là cung cấp đủ và đúng lúc cho cây trồng các nguyên tố khoáng cần thiết. Cung cấp đầy đủ cái ăn, bảo đảm đủ ánh sáng, CO2 cho quá trình quang hợp, O2 cho quá trình hô hấp, cây trồng có thể phát triển khỏe mạnh theo ý muốn của người trồng. 
Nếu không kể phần nước "uống" thì cây chỉ lấy khoảng 5% chất dinh dưỡng từ đất để "ăn", 95% chất dinh dưỡng còn lại thì "nhà máy cây" tự sản xuất (quang hợp) và tự tiêu thụ. Đất chỉ đóng vai trò như cái kho lưu giữ các chất dinh dưỡng để cây dùng từ từ. Nếu có cách để dự trữ và biến các chất dinh dưỡng thành dung dịch lỏng để cây trực tiếp hấp thụ thì cái "kho đất" không còn cần thiết nữa. Khi đó ta hoàn toàn có thể trồng cây không cần đất. Công nghệ này gọi là thủy canh.
Công nghệ thủy canh đã được nghiên cứu từ thế kỷ 17. Đến nay, công nghệ này đã hoàn thiện, hướng đến những nông sản sạch, xanh, không ô nhiễm. Với quy mô gia đình nhỏ lẻ, những chậu hoa hay rau xanh có thể phát triển mạnh mẽ không cần đất nơi góc sân thượng, lan can, bậu cửa. Với quy mô thương mại, những nhà kính trồng hoa, rau, củ, quả… phát triển sạch, năng suất cao, chủ động, đáp ứng đầy đủ các tiêu chuẩn an toàn vì không bị ảnh hưởng của những nguồn ô nhiễm từ đất. Không những vậy, vì trồng không cần đất nên có thể chia không gian thành nhiều tầng để mở rộng diện tích sản xuất.

## Lịch sử
Lịch sử đã ghi nhận rằng cây được trồng trong hỗn hợp không có đất chỉ gồm cát và sỏi đã xuất hiện từ rất lâu, vườn treo Babylon, vườn nổi Aztec Mexico là những minh chứng điển hình của vườn thủy canh. Các nhà sử học đã phát hiện ở Ai Cập những chữ tượng hình mô tả việc trồng cây trong nước được để lại khoảng vài ngàn năm trước công nguyên.
Vào năm 1937, nhà khoa học W.F. Gericke là người đầu tiên sử dụng thuật ngữ hydroponics nhằm mô tả hình thức canh tác trong dung dịch nước đã hòa tan các chất dinh dưỡng. Với phương pháp canh tác này, cây trồng được cung cấp những chất dinh dưỡng cần thiết cho sự sinh trưởng và phát triển của cây.
Trong chiến tranh thế giới thứ II, thủy canh được quân đội Hoa Kỳ sử dụng trên một số quần đảo Tây Thái Bình Dương để cung cấp rau sạch tươi cho quân đội mà đất đã bị ô nhiễm do chiến tranh (Eastwood, 1947). Từ thập niên 80, kỹ thuật thủy canh đã được ứng dụng để sản xuất rau quả (Elliott, 1989) và hoa (Fynn và Endres, 1994) có giá trị thương mại đáng kể.
Với sự mở rộng của sức mạnh khoa học, không có tổ chức nào tốt hơn NASA đã chứng tỏ một cách khách quan tính ưu việt của phương pháp thủy canh. Nhiều người hiện nay tin rằng canh tác bằng phương pháp thủy canh là "tương lai" của nền nông nghiệp hiện đại.

## Các mô hình
Hiện nay hầu hết các máng trồng đều được làm bằng nhựa, nhưng có thể làm bằng các vật liệu khác như bê tông, thủy tinh, kim loại và gỗ. Các máng trồng nên được che nắng để không cho tảo, rong rêu phát triển trong dung dịch thủy canh.

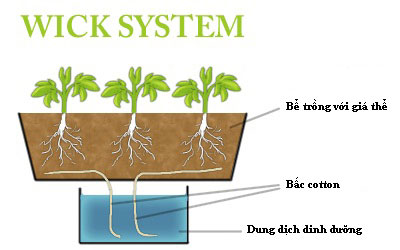

Các mô hình dưới đây có thể nghiên cứu, biến tấu thành các kiểu khác nhau phù hợp với điều kiện từng nơi.

### Hệ thống dạng bấc
Hệ thống dạng bấc (wick system) cho đến nay là dạng hệ thống thủy canh đơn giản nhất. Đúng như tên gọi, bí quyết của hệ thống này nằm ở chỗ sợi bấc. Đặt một đầu của sợi bấc hút sao cho chạm vào phần rễ cây. Đầu kia của bấc chìm trong dung dịch dinh dưỡng. Sợi bấc này sẽ làm nhiệm vụ hút nước và dung dịch dinh dưỡng lên cung cấp cho rễ cây (tương tự như sợi bấc trong đèn dầu, hút dầu lên để duy trì sự cháy). Như vậy cây sẽ có đủ nước và chất dinh dưỡng để phát triển.

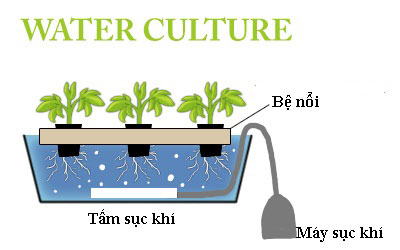

### Hệ thống thủy canh tĩnh
Hệ thống thủy canh tĩnh (water culture) thường thùng hay nước chứa dung dịch thủy canh, phần bệ giữ các cây thường làm bằng chất dẻo nhẹ như xốp và đặt nổi ngay trên dung dịch dinh dưỡng, rễ cây ngập chìm trong nước có chứa dung dịch dinh dưỡng. Vì môi trường thiếu khí oxy nên cần có 1 máy bơm bơm khí vào khối sủi bọt để cung cấp oxy cho rễ. Hệ thống thủy canh dạng này thường dùng phổ biến trong dạy học. Hệ thống ít tốn kém, có thể tận dụng bể chứa nước hay những bình chứa không rỉ khác.

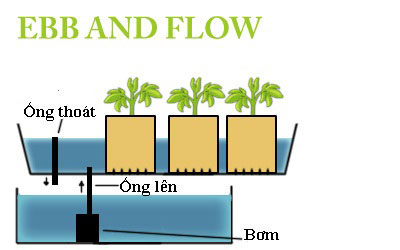

### Hệ thống ngập, rút định kỳ
Hệ thống ngập, rút định kỳ (ebb và flow system) không giống như hệ thống thủy canh tĩnh, theo đó, phần rễ cây luôn chìm trong nước chỉ thích hợp cho một số ít cây trồng. Hệ thống ngập và rút định kỳ có một máy bơm điều khiển để có thể bơm dung dịch dinh dưỡng vào khay trồng và rút ra theo chu kỳ đã được định sẵn. Như vậy rễ cây sẽ có những lúc không ngập trong nước để "thở" một cách tự nhiên, tránh bị ngập, úng. Hệ thống này thường được áp dụng cho mô hình aquaponics.

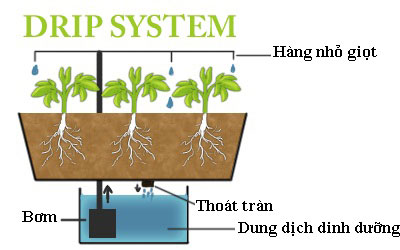

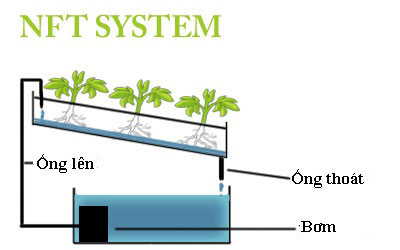

### Hệ thống nhỏ giọt
Hệ thống nhỏ giọt (Drip systems) là loại hệ thống thủy canh được sử dụng rộng rãi nhất trên thế giới. Máy bơm sẽ bơm dung dịch dinh dưỡng lên, nhỏ trực tiếp vào gốc của cây trồng bởi những đường ống nhỏ giọt theo định kỳ. Dung dịch dinh dưỡng dư chảy xuống sẽ được thu hồi trong bể tái sử dụng. Như vậy, hệ thống này sử dụng dung dịch dinh dưỡng khá hiệu quả, nước dư ra được tái sử dụng, không bị hao phí. Hệ thống này có thể dùng để trồng cây thảo mộc và các loại hoa, các loại cây ăn trái như cà chua, dưa leo, dưa lưới, ớt,...

### Hệ thống màng dinh dưỡng

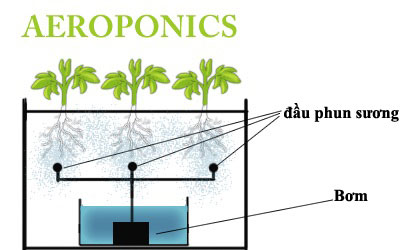

Trong hệ thống màng dinh dưỡng (Nutrient Film Technique, viết tắt NFT), dung dịch dinh dưỡng được bơm liên tục vào các ống thủy canh chuyên dụng và chảy qua rễ của cây, sau đó chúng chảy về bồn chứa để tái sử dụng. Thường thì trong hệ thống màng dinh dưỡng không cần dùng thêm chất trồng, giúp tiết kiệm chi phí thay chất trồng sau mỗi vụ mùa. Hệ thống này thường sử dụng trong quy mô lớn với mục đích thương mại.

### Khí canh
Khí canh  (Aeroponics) là hệ thống thủy canh dạng kỹ thuật cao nhất. Giống như hệ thống màng dinh dưỡng, chất trồng chủ yếu là không khí. Rễ phơi trong không khí và được phun sương bằng dung dịch dinh dưỡng. Việc phun sương thường được thực hiện mỗi vài phút. Như vậy, cây vừa có đủ thức ăn, vừa có đủ nước uống và luôn có không khí để thở. Hiện nay khí canh được ứng dụng trong mô hình trồng khoai tây.

## Giá thể
Giá thể rất là quan trọng đối với việc trồng rau thủy canh và đặc biệt quan trọng nhất trong giai đoạn hạt giống nảy mầm, giai đoạn khi đem cây con đi trồng trồng các ro. Lượng giá thể sử dụng trong mỗi rọ cũng vừa phải, bởi khi dùng qua nhiều giá thể sẽ làm tốn kém nguyên liệu, công sức xử lý nguyên liệu. Đặc điểm:
- Giá thể dùng trong thủy canh phải đảm bảo có khả năng giữ được độ ẩm và đảm bảo thoáng khí tốt.
- Đảm bảo giá thể của rau thủy canh có độ Ph trung tính và độ Ph phải ổn định để không làm ảnh hưởng đến sự sinh trưởng của rau.
- Các giá thể này phải thấm nước để cây có thể sử dụng dễ dàng.
- Các giá thể này dễ dàng phân hủy trong môi trường hoặc có thể tái sử dụng lại.
- Giá thể phải đảm bảo dễ kiếm, nhẹ và rẻ.

Các loại giá thể:

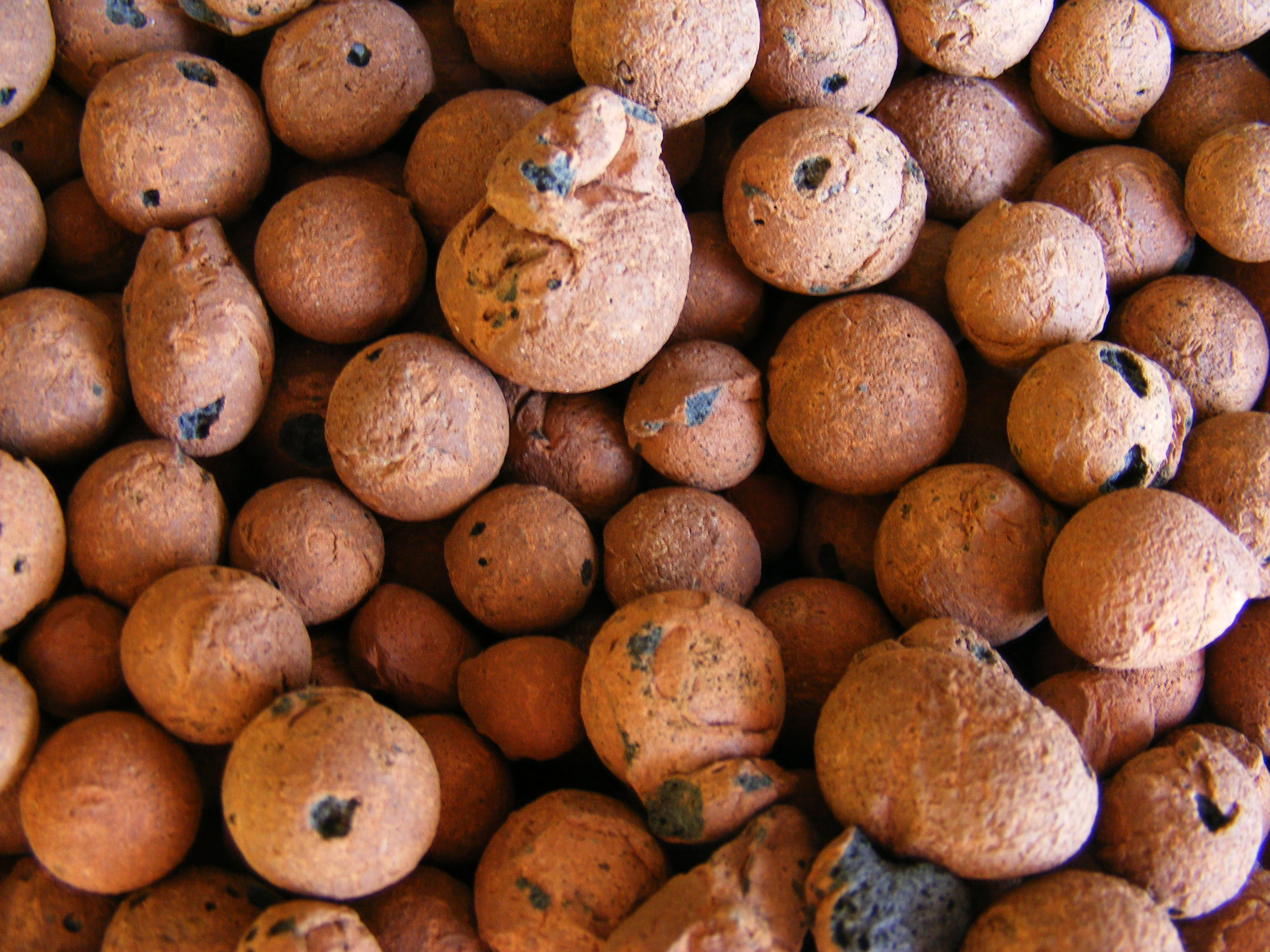

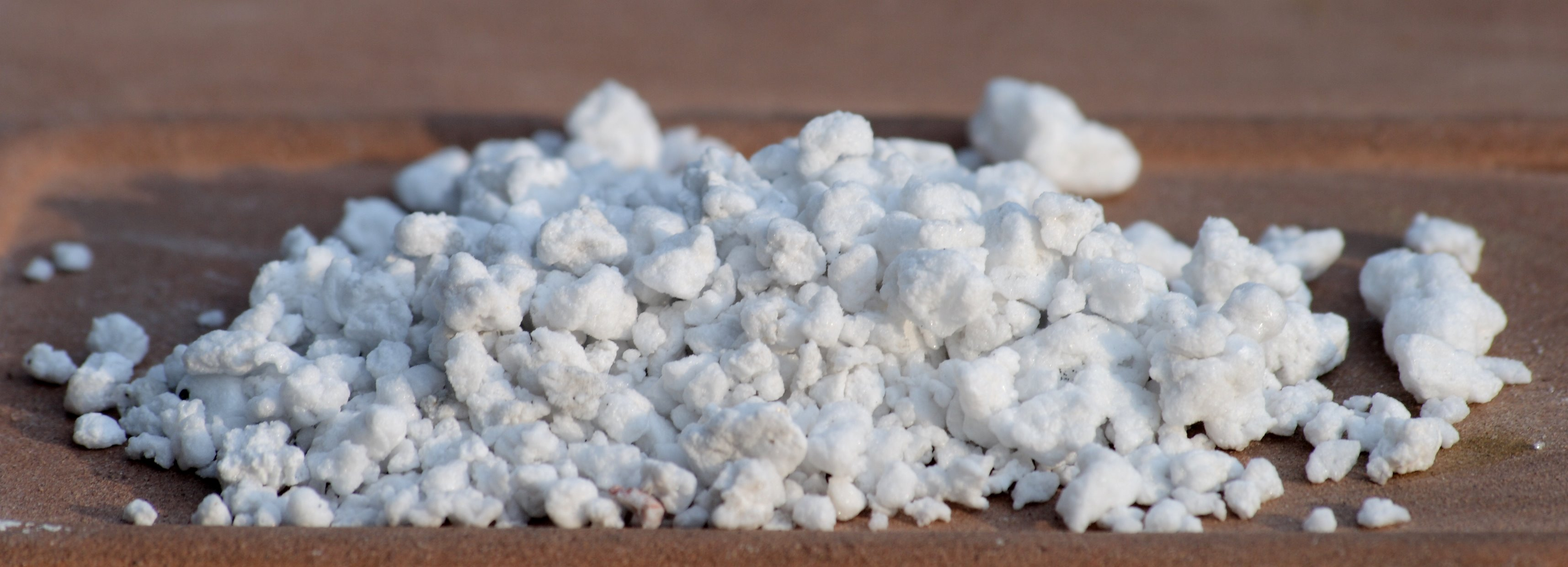

- Xơ dừa thấm nước, và giữ nước tốt. Xơ dừa là nguyên liệu làm giá thể rẻ, dễ kiếm. Cách xử lý xơ dừa là ngâm trong thùng cho ra chất chát.
- Perlite là đá núi lửa, nhẹ, rỗng ruột, giữ ẩm tốt, giúp tạo môi trường thoáng khí cho rễ phát triển. Perlite được nhà vườn ưa chuộng khi ươm giống, giâm cành.
- Đất sét nung: Viên đất nung ở nhiệt độ cao, giữa ẩm, hút nước tốt. Viên đất nung được ưa chuộng dùng trong hệ thống ngập xả định kỳ, dùng trong các chậu cây cảnh.

## Dưỡng chất cần thiết

### Các nguyên tố đa lượng: N-P-K

#### Đạm(N)
Là chất cần thiết để giúp cây sinh trưởng, phát triển các mô sống, tạo diệp lục tố, nguyên sinh chất, axít nucleic và protein.
Làm tăng chất lượng của rau ăn lá, hạt ngũ cốc.
Khi thiếu đạm: cành lá sinh trưởng kém, còi cọc, ít nhánh, ít chồi, lá non nhỏ, lá già có màu xanh nhạt đến vàng từ chóp lá và dễ bị rụng, rễ ít pháp triển. Khi thiếu đạm trầm trọng năng suất thấp thu hoạch và hàm lượng protein thấp. Vàng từ lá già lên.
Khi thừa đạm: cây sinh trưởng rất mạnh, lá to, tán to, mềm yếu, dễ đổ ngã, dễ nhiễm sâu bệnh…

#### Lân(P)
Là chất cần thiết của quá trình trao đổi năng lượng, protein và phân chia tế bào của cây, là thành phần của axít nucleic, amino axít, protein phospho - lipid, coenzim, nhiễm sắc thể.
Lân kích thích rễ và ra hoa.
Khi thiếu lân: Cây còi cọc, thân yếu, lá mỏng, trưởng thành có màu xanh sẫm đến tím đỏ, rễ kém phát triển, khó ra hoa, ít trái, chín chậm, năng suất, chất lượng thấp, trái thường có vỏ dày, xốp.
Khi thừa lân: khó phát hiện hiện tượng thừa lân. Thừa lân thường kèm theo hiện tượng thiếu kẽm và đồng.

#### Kali(K)
Giúp tăng khả năng hoạt động của khí khổng, hoạt hoá enzim quang hợp và tổng hợp hydrat carbon. Giúp vận chuyển hydrat carbon, tổng hợp protein. Tăng cường khả năng sử dụng ánh sáng khi thời tiết lạnh và mây mù.
Có tác dụng nâng cao khả năng chống rét cho cây. Làm tăng độ lớn của hạt và cải thiện chất lượng rau quả.
Thiếu kali: chóp lá già chuyển màu vàng nâu, sau đó lan dần vào trong theo chiều từ chóp lá trở xuống, từ mép lá trở vào. Thiếu nặng, phần lớn lá bị cháy và rụng. Cây phát triển chậm và còi cọ,c thân yếu dễ bị đổ ngã.
Thừa kali: khó nhận biết, tuy nhiên khi bón nhiều kali trái cam bị sần sùi.

### Các nguyên tố trung lượng: Calci - Magiê - Lưu huỳnh

#### Calci(Ca)
Khi thiếucalci: Lá và đọt non dễ bị biến dạng, cong queo, nhỏ, mép lá không đều, có màu xanh không bình thường, chồi chết ngọn, rễ yếu, dễ gãy và thối, hoa rụng sớm, thân yếu, năng suất, chất lượng thấp.
Khi thừa calci thường gây thiếu các nguyên tố vi lượng: B, Mn, Fe, Zn, Cu…

#### Magiê(Mg)
Là thành phần tạo nên diệp lục tố. Là hoạt chất trong hệ enzim giúp chuyển hoá hydratcarbon và tổng hợp axit nucleic. Thúc đẩy hấp thu và vận chuyển lân, đường.
Thiếu magnesi: lá nhỏ, mép lá cong lên, rụng sớm, xuất hiện những vùng sáng (vàng nhạt đến cam, tía) giữa gân lá, hoa ra ít, rễ kém phát triển, thân yếu dễ bị nấm bệnh tấn công.
Thừa magnesi: lá bị biến đổi hình dạng, cuốn theo hình xoắn ốc và rụng…

#### Lưu huỳnh(S)
Là thành phần của một số amino acid liên quan đến hoạt động trao đổi chất, vitamin và các coenzim A giúp cấu trúc protein vững chắc.
Thiếu lưu huỳnh: các lá non chuyển sang màu vàng, vàng từ ngọn xuống. Sinh trưởng của chồi bị hạn chế, ảnh hưởng đến số hoa. Thân cứng, nhỏ và hoá gỗ sớm.

### Các nguyên tố vi lượng
Các nguyên tố vi lượng đều đóng vai trò quan trọng như là thành phần của các enzim hoặc diệp lục tố, kích thích và điều hòa sự chuyển hóa, vận chuyển chất trong cây.

#### Sắt(Fe)
Là chất cần để tổng hợp và duy trì diệp lục tố trong cây.
Thiếu sắt: lá non úa vàng, đỉnh và mép lá có màu xanh lâu nhất. Trường hợp thiếu nhiều sắt: toàn bộ thịt và gân lá chuyển vàng và cuối cùng trở thành trắng nhợt.

#### Kẽm(Zn)
Kẽm có vai trò quan trọng trong việc tổng hợp đạm, hình thành các chất điều hòa sinh trưởng trong cây…
Thiếu kẽm: Các lá non nhỏ, biến dạng, mọc xít nhau, chuyển thành màu vàng trắng và xù ra. Ít hoa, quả, năng suất, chất lượng giảm.

#### Mangan(Mn)
Là chất cần thiết cho quá trình hô hấp của cây. Hoạt hoá các enzim chuyển hoá đạm và tổng hợp diệp lục tố. Kiểm soát các quá trình xảy ra trong tế bào ở các pha sáng và tối.
Thiếu mangan: Gân lá non úa vàng, xuất hiện các đốm vàng và hoại tử và các vùng xám vàng gần cuống lá non.

#### Đồng(Cu)
Xúc tiến quá trình hình thành vitamin A. Giúp cây tăng khả năng chịu hạn, chịu nóng, chịu lạnh…
Thiếu đồng: ở cây ngũ cốc xuất hiện lá màu vàng và quăn, ít hoa, hạt kém phát triển, ở cây có múi chết đen ở phần mới sinh trưởng, quả có những đốm nâu, khả năng chống chịu sâu bệnh ở cây kém.

#### Bo(B)
Tăng khả năng thấm ở màng tế bào, giúp dễ dàng vận chuyển hydrát carbon. Cần cho quá trình tổng hợp và phân chia tế bào. Giúp điều chỉnh tỷ lệ K/Ca trong cây. Thiết yếu với sự tổng hợp protein trong cây.
Đóng vai trò quan trọng trong việc hình thành phấn hoa
Thiếu Bo: Lá biến dạng, dày, đôi khi giòn, hoa kém phát triển, dễ bị rụng, hạt bị lép, ít đậu quả, quả non hay rụng, dễ bị sâu bệnh phá hại, khả năng chống chịu điều kiện bất lợi kém.. Vỏ quả dày, lõi thường bị thâm đen, rỗng ruột, lệch tâm, Năng suất, chất lượng kém.

#### Molypđen(Mo)
Là chất xúc tác cho quá trình cố định và sử dụng đạm của cây, là thành phần của men khử nitrat và men nitrogense.
Tham gia các quá trình trao đổi chất, tổng hợp chất diệp lục…
Thiếu molypden: xuất hiện đốm vàng ở gân giữa của các lá dưới, hoại tử mép lá và lá bị gập nếp lại. ở rau, các mô lá bị héo, chỉ còn lại gân giữa của lá và một vài miếng phiến lá nhỏ. Các hiện tượng này thấy rõ ở các cây họ đậu: nếu thiếu molypden cây phát triển kém, ít nốt sần, giảm cố định đạm tự do

#### Clo(Cl)
Clo ảnh hưởng đến sự chuyển hoá hydrat carbon và khả năng giữ nước của mô thực vật.
Thiếu Clo: chóp lá non bị héo, úa vàng, sau đó chuyển sang màu đồng thau và chết khô.

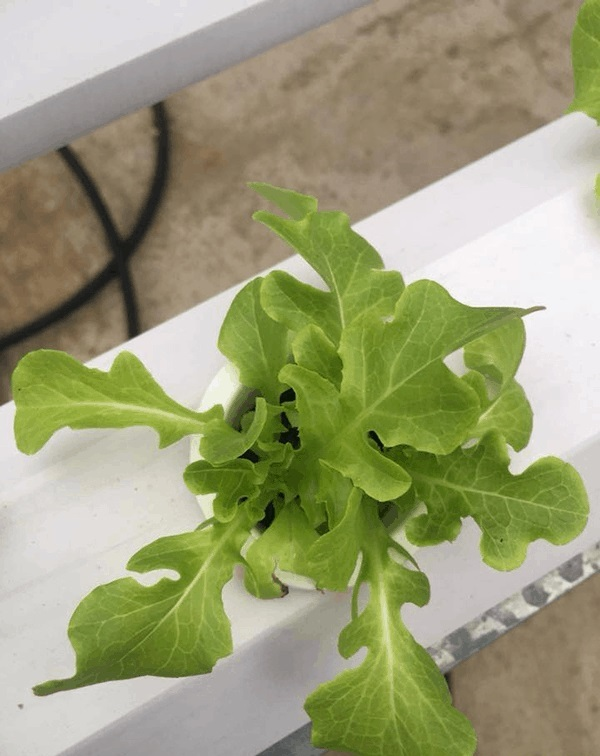
Rau cải được trồng bằng phương pháp thủy canh